# Museo nazionale del Mali
Il Museo Nazionale del Mali (in francese Musée national du Mali) è un museo statale maliano con sede nella capitale Bamako.

## Storia
Il 14 febbraio 1953 fu inaugurato il Museo del Sudan, annesso all'Istituto fondamentale dell'Africa nera (IFAN) e più precisamente alla sua sezione del Sudan francese. Il museo fu posto sotto la responsabilità dell'archeologo di origine polacca Szumowski.
Nel 1960, con l'indipendenza della Repubblica del Mali, il Museo del Sudan fu ribattezzato Museo Nazionale del Mali. I suoi obiettivi erano di rafforzare l'unità del Paese e di promuovere una cultura autoctona. La mancanza di risorse finanziarie e di personale qualificato hanno però portato al deterioramento delle collezioni.
L'8 marzo 1982 il Museo Nazionale si è trasferito in nuovi locali costruiti in banco stabilizzato. L'architetto Jean-Loup Pivin si è ispirato all'architettura tradizionale per erigere il primo edificio in terra senza struttura in cemento, che ha ricevuto una garanzia di dieci anni, seguito dal Centro culturale francese di Bamako nel 1982. Il loro lavoro è stato esposto alla II Biennale di Architettura di Venezia nel 1982 e alla mostra "architectures de terre" al Centre Pompidou di Parigi.
Nel 2002, sotto la presidenza di Alpha Oumar Konaré, l'Unione Europea ha finanziato la ristrutturazione e l'ampliamento del Museo Nazionale. La costruzione di nuove sale (tra cui una sala per esposizioni temporanee che ospita, tra l'altro, le Biennali della fotografia) e la ristrutturazione dei locali tecnici e amministrativi hanno permesso di ristrutturare completamente il museo e di esporre al meglio i suoi reperti.

## Collezioni
Oggi il Museo Nazionale possiede una collezione stimata in circa 10.000 pezzi, comprendente principalmente oggetti etnografici, archeologici e di belle arti. Questa collezione è completata da una raccolta fotografica stimata in 40.000 fotografie in bianco e nero, 12.000 diapositive, 500 cassette audio e 300 cassette video. Creato nel 2021, il Collectif pour le Musée National du Mali mira a promuovere la presenza digitale del museo e a superare le difficoltà causate dalla crisi del COVID-19, che potrebbe mettere in pericolo le collezioni.